# Kai Heerings
Kai Heerings (* 12. Januar 1990 in Amsterdam) ist ein niederländischer Fußballspieler.

## Karriere
Heerings begann seine Karriere in seiner Heimatstadt bei Ajax Amsterdam. Danach spielte er für die Zweitmannschaft des FC Utrecht. Nachdem er im Februar 2011 erstmals im Profikader gestanden war, debütierte er im August 2011 in der Eredivisie, als er im Spiel gegen Vitesse Arnheim in den Schlussminuten eingewechselt wurde. Am 5. Spieltag der Saison 2011/12 stand er gegen Excelsior Rotterdam erstmals in der Startelf. Nachdem er in seinen ersten beiden Spielzeiten im Profikader nur Ersatz gewesen war, konnte er sich in der Saison 2013/14 dauerhaft in die Startelf spielen und im November 2013 gegen ADO Den Haag sein erstes Tor in der höchsten niederländischen Spielklasse erzielen.
Nachdem er in der folgenden Saison seinen Stammplatz verloren hatte, wechselte Heerings im Sommer 2015 zum Ligakonkurrenten SC Cambuur. Nachdem er dort in der Hinrunde nur auf fünf Ligaeinsätze gekommen war, wurde er im Januar 2016 an den Zweitligisten Helmond Sport verliehen.
Zur Saison 2016/17 wechselte Heerings zum österreichischen Bundesligisten SKN St. Pölten, wo er einen bis Juni 2018 gültigen Vertrag erhielt.
Im Januar 2017 wechselte er nach Deutschland zum Regionalligisten FC 08 Homburg, bei dem er einen bis Juni 2019 gültigen Vertrag erhielt. Nachdem Heerings mit dem FC 08 Homburg aus der Regionalliga Südwest abstiegen war, wechselte er zurück in die Niederlande, wo er sich dem Zweitligisten Fortuna Sittard anschloss, bei dem er ebenfalls einen bis Juni 2019 gültigen Vertrag erhielt.
2019 wechselte er zum indischen Fußballverein NorthEast United FC und spielte so eine Saison in der Indian Super League. Nach einer Saison kehrte er in die Niederlande zurück, wo er zunächst für MVV Maastricht spielte.
Nach einem kurzen Wechsel zu THOI Lakathamios in Zypern, wo er bereits nach einer halben Saison die Zusammenarbeit beendete und es nach seiner Aussage sehr chaotisch zuging, kam er zum VV IJsselmeervogels, einem Amateurverein. Er steht dort nach einer Verlängerung bis mindestens 2023 unter Vertrag steht.

## Privatleben
Mit seinem Schwager entwickelte Kai Heerings ein Game Case mit portablem Monitor für Spielekonsolen unter dem Namen JZ Design. Heerings beendete seine Profikarriere mit 31 Jahren, da er mehr Zeit für seine Familie benötigte. Eine Fortsetzung seiner Fußballkarriere als Profi wäre nur im Ausland möglich gewesen.